# Corsomyza bicolor
Corsomyza bicolor är en tvåvingeart som beskrevs av Mario Bezzi 1921. Corsomyza bicolor ingår i släktet Corsomyza och familjen svävflugor. Inga underarter finns listade i Catalogue of Life.